# يولاندا سولير
يولاندا سولير غراخيرا (بالإسبانية: Yolanda Soler Grajera، ولدت في 9 يناير 1971، مدريد، إسبانيا) لاعبة جودو إسبانية. تتخصص في وزن تحت 48 كيلوغرام.
حصلت على الميدالية البرونزية في دورة الألعاب الأولمبية الصيفية عام 1996 في أتلانتا، كما حازت على ثلاث ميداليات ذهبية في بطولات أوروبا للجودو.

## إنجازاتها

### الألعاب الأولمبية الصيفية
- 1996 أتلانتا  الولايات المتحدة:  ميدالية برونزية في وزن تحت 48 كغم.

### بطولة أوروبا للجودو
- 1994غدانسك  سلوفاكيا:  ميدالية ذهبية في وزن تحت 48 كغم.
- 1995 برمينغهام  المملكة المتحدة:  ميدالية ذهبية في وزن تحت 48 كغم.
- 1996 لاهاي  هولندا:  ميدالية ذهبية في وزن تحت 48 كغم.
- 1998 أوفييدو  إسبانيا:  ميدالية برونزية في وزن تحت 48 كغم.